# 尼爾森定理
尼爾森定理（英語：Nielsen's theorem）是澳大利亞量子物理學家邁克爾·尼爾森在量子資訊領域提出的一個關於二元態之間變換的結果。它利用了主序化。

## 說明
若且唯若 {\displaystyle \lambda _{\psi }} 被 {\displaystyle \lambda _{\phi }} 主序化，且 {\displaystyle \lambda _{i}} 是各自狀態的施密特係數時，一個雙分態 {\displaystyle |\psi \rangle } 可以透過局部運算和經典通訊轉換為另一個雙分態 {\displaystyle |\phi \rangle }。
可以更簡潔地寫成
{\displaystyle |\psi \rangle \rightarrow |\phi \rangle } iff {\displaystyle \lambda _{\psi }\prec \lambda _{\phi }}.

## 證明
證明詳見論文。